# 1996 (album)
1996 è una raccolta di Mia Martini, pubblicata nel 1996 dalla RTI Music. La RTI, ultima casa discografica dell'artista, pubblica questa raccolta a un anno dalla scomparsa della cantante: il cd comprende quasi tutti i brani dell'album La musica che mi gira intorno (1994) e quattro successi del passato recente. È la compilation di Mia Martini che ha riscosso maggior successo di classifica (64º album più venduto dell'anno).

## Tracce
1. Piccolo uomo
2. Almeno tu nell'universo
3. I treni a vapore
4. Diamante
5. Fiume Sand Creek
6. Gli uomini non cambiano
7. Tutto sbagliato baby
8. E non finisce mica il cielo
9. Donna
10. La musica che gira intorno
11. Stella di mare
12. Dillo alla luna
13. La canzone popolare
14. Mimì sarà